# Daniel Craig
Daniel Wroughton Craig CMG (ur. 2 marca 1968 w Chester) – brytyjski aktor teatralny i filmowy. Odtwórca roli Jamesa Bonda w pięciu filmach z tej serii: Casino Royale (2006), Quantum of Solace (2008), Skyfall (2012), Spectre (2015) i Nie czas umierać (2021).
6 października 2021 otrzymał własną gwiazdę w Alei Gwiazd w Los Angeles znajdującą się przy 7007 Hollywood Boulevard. W następnym roku otrzymał z rąk księżniczki Anny Order św. Michała i św. Jerzego, nadany przez królową Elżbietę II za zasługi dla filmu i teatru.

## Życiorys

### Wczesne lata
Urodził się w Chester, w hrabstwie Cheshire, przy 41 Liverpool Road, jako drugie dziecko i jedyny syn Carol Olivii Craig (z domu Williams) i Timothy’ego Johna Wroughtona „Tima” Craiga. Jego matka była nauczycielką plastyki, a ojciec był właścicielem dwóch pubów w Cheshire – „Ring o’ Bells” we Frodsham i „Boot Inn” w Tarporley, początkowo został zatrudniony jako kadet w marynarce handlowej. Jego rodzina miała pochodzenie angielskie, walijskie, szkockie, irlandzkie i francuskie; do swoich przodków zalicza francuskiego ministra hugenotów Daniela Chamiera i Sir Williama Burnaby’ego, pierwszego baroneta. Jego drugie imię, Wroughton, pochodzi od jego praprababki, Grace Matildy Wroughton. Wychowywał się ze starszą siostrą Leą (ur. 1965).
W 1972 jego rodzice rozwiedli się i zamieszkał razem z matką i starszą siostrą Leą w Liverpoolu, a potem w Hoylake na półwyspie Wirral, rodzinnej miejscowości swojej matki. Po wizycie w Liverpool Everyman Theatre zainteresował się aktorstwem i mając 6 lat wystąpił w szkolnym przedstawieniu Frodsham Primary School pt. Oliver!. Grał w rugby w Hoylake Rugby Club. W wieku 14 lat w Hillbre High School w West Kirby w hrabstwie Merseyside wziął udział w licealnych produkcjach: Romeo i Julia i Kopciuszek.
W 1984 przerwał naukę Calday Grange Grammar School i przyłączył się do grupy teatralnej National Youth Theatre (NYT) w Manchesterze. Następnie przeprowadził się do Londynu, gdzie wraz z NYT debiutował rolą Agamemnona w sztuce Troilus i Kresyda, jednym z bardziej skomplikowanych emocjonalnie utworów Szekspira (niejako wewnętrznie rozdartym). Dorabiał także pracując w kuchni, restauracji i jako kelner. Nadal jednak występował z NYT, podróżując do Walencji i Moskwy. Za trzecim podejściem w 1988 dostał się do prestiżowej Guildhall School of Music and Drama przy Barbican, gdzie studiowali także Ewan McGregor, Alistair McGowan, Damian Lewis i Joseph Fiennes. W 1991 obronił dyplom i przyłączył się do zespołu Royal Shakespeare Company.

### Kariera
Po udziale w serialach – ABC Covington Cross (1992) jako strażnik chodnika z Nigelem Terrym i ITV Boon (1992) jako Jim Parham – po raz pierwszy w wystąpił na dużym ekranie jako sierżant Jaapie Botha w południowoafrykańskim dramacie Johna G. Avildsena Zew wolności (The Power of One, 1992) o skomplikowanych losach mieszkańców RPA z Morganem Freemanem, Johnem Gielgudem i Stephenem Dorffem. W listopadzie 1993 na deskach Royal National Theatre zagrał postać Jaya w kontrowersyjnej sztuce Tony’ego Kushnera Anioły w Ameryce. Swoją karierę kontynuował na telewizyjnym ekranie w szeregu produkcji, w tym Kroniki młodego Indiany Jonesa (1993), Zorro (1993) jako pułkownik Hidalgo, Orzeł Sharpe’a (1993), BBC2 Nasi przyjaciele w Północy (Our Friends in the North, 1996) i HBO Opowieści z krypty (1996). W komedii przygodowej Disneya Chłopak na dworze króla Artura (A Kid in King Arthur’s Court, 1995) z Kate Winslet przyjął rolę Mistrza Kane’a. Przełomem w jego aktorskiej karierze okazała się rola telewizyjna niespokojnego George’a „Geordiego” Peacocka w serialu BBC Nasi przyjaciele na północy (Our Friends in the North, 1996) o losach czworga przyjaciół, którzy w ciągu czterech dekad doświadczają różnych problemów i trosk u boku Christophera Ecclestona i Marka Stronga.
W 1997 powrócił na scenę West Endu w The Old Vic w roli rozwiedzionego agenta castingu Mickeya w mrocznej komedii Davida Rabe’a Hurlyburly z Rupertem Gravesem. W biograficznym dramacie historyczno-kostiumowym Shekhara Kapura Elizabeth (1998) zagrał psychopatycznego jezuickiego księdza Johna Ballarda, straconego za udział w zamachu na królową Anglii Elżbietę I (Cate Blanchett) w spisku Babington. Za ekranową rolę George’a Dyera, kochanka słynnego brytyjskiego malarza samouka Francisa Bacona (w tej roli Derek Jacobi) w dramacie biograficznym Love Is the Devil – Szkic do portretu Francisa Bacona (Love Is the Devil: Study for a Portrait of Francis Bacon, 1998) został wyróżniony prestiżową nagrodą na festiwalu w Edynburgu jako najlepszy brytyjski występ. Był nominowany do nagrody British Independent Film Award (BIFA) jako sierżant plutonu Telford Winter w dramacie wojennym Okop (The Trench, 1999).
Kolejną ważną rolą w filmografii Craiga była postać pogodnego schizofrenika Raya, próbującego ułożyć sobie życie po wyjściu ze szpitala w komediodramacie Głosy (Some Voices, 2000), którą docenili krytycy, Craig znalazł się w prestiżowym gronie Shooting Stars - obiecujących europejskich talentów aktorskich i odebrał nagrodę British Independent Film Award (BIFA). Wkrótce dostał propozycję niewielkiej roli Alexa Westa, rywala i dawnego kochanka/przyjaciela Lary Croft, w sensacyjnym filmie przygodowo-fantastycznym Lara Croft: Tomb Raider (2001). W 2002 był nominowany do nagrody „London Evening Standard” za występ w spektaklu A Number na Royal Court Theatre Downstairs. Sam Mendes powierzył mu rolę syna potężnego gangstera (granego przez Paula Newmana) w dramacie kryminalnym Droga do zatracenia (The Road to Perdition, 2002). Roger Michell zaangażował go do roli dojrzałego, żonatego mężczyzny, który nawiązuje romans z o wiele starszą od siebie kobietą w dramacie Matka (The Mother, 2003), za którą był nominowany do Europejskiej Nagrody Filmowej. Krytyce londyńskiej bardziej przypadła do gustu jego kreacja Joego Rose’a, którego prześladuje tragiczne wydarzenie z niedalekiej przeszłości, kiedy był świadkiem śmierci pewnego człowieka, podczas gdy inny świadek tamtego incydentu (Rhys Ifans) twierdzi zaś, że obydwu łączy głębsze uczucie, w ekranizacji powieści Iana McEwana Przetrzymać tę miłość (Enduring Love, 2004), za którą został nagrodzony ALFS Award. Rola bezimiennego handlarza kokainą w filmie gangsterskim Matthew Vaughna Przekładaniec (2004) przyniosła Craigowi kolejną nominację do Europejskiej Nagrody Filmowej. W dramacie Stevena Spielberga Monachium (Munich, 2005), o historii izraelskiej specgrupy, która miała za zadanie zabić członków palestyńskiej terrorystycznej organizacji Czarny Wrzesień, zagrał postać Steve’a, urodzonego w Południowej Afryce rekruta, jednego z członków grupy odwetowej odpowiedzialnych za przygotowanie zamachu na izraelskich sportowców w czasie Olimpiady w Monachium w 1972.  W dramacie sensacyjnym Obłęd (2005) pojawił się jako Rudy Mackenzie. W dramacie biograficznym Bez skrupułów (2006) wcielił się w rolę Perry’ego Smitha, oczekującego na wyrok śmierci zabójcy, jednego z bohaterów głośnej powieści Z zimną krwią autorstwa Trumana Capote’a (w tej roli Toby Jones).
W 2006 magazyn „Esquire” przyznał mu tytuł „Najlepiej ubranego mężczyzny”. Był na okładkach magazynów takich jak „GQ”,„Entertainment Weekly”, „Time Out”, „Harper’s Bazaar”, „Skip”, „Men’s Health”, „DT”, „Rolling Stone”, „The Man”, „InStyle”, „Psychologies”, „Esquire”, „L’Officiel Hommes”, „TV Movie”, „Marie Claire”, „Vanity Fair”, „Dujour”, „Pani”, „Safari”, „The Hollywood Reporter”, „Men’s Journal”, „Film”, „Film Fame Fract”, „Viva!”, „W”, „Interview” i „Parade”.
W 2009 zadebiutował z powodzeniem na Broadwayu jako Joey w przedstawieniu A Steady Rain z Hugh Jackmanem. W 2011 wcielił się w rolę Mikaela Blomkvista w filmie Dziewczyna z tatuażem Davida Finchera – ekranizacji książki Mężczyźni, którzy nienawidzą kobiet z serii Millennium, autorstwa Stiega Larssona. Od 27 października 2013 do 5 stycznia 2014 występował jako Robert w broadwayowskiej sztuce Harolda Pintera Zdrada (Betrayal) w reż. Mike’a Nicholsa z Rachel Weisz. W filmie Gwiezdne wojny: Przebudzenie Mocy (2015) wystąpił epizodycznie jako szturmowiec, który zostaje omamiony Mocą przez główną bohaterkę Rey. W 2017 za rolę Jaga w produkcji off-Broadwayowskiej Otello był nominowany do Drama Desk Award. Jako Benoit Blanc, prywatny detektyw zatrudniony do zbadania sprawy śmierci Harlana (Christopher Plummer) w Na noże (Knives Out, 2019) zdobył nominację do Złotego Globu dla najlepszego aktora w filmie komediowym lub musicalu, Nagrody Saturna w kategorii najlepszy aktor i Nagrody Satelity. W ekranizacji autobiograficznej powieści Williama S. Burroughsa o tym samym tytule Queer (2024) w reżyserii Luki Guadagnino został obsadzony w roli Williama Lee, literackiego alter ego autora, przedstawiciela beatników.

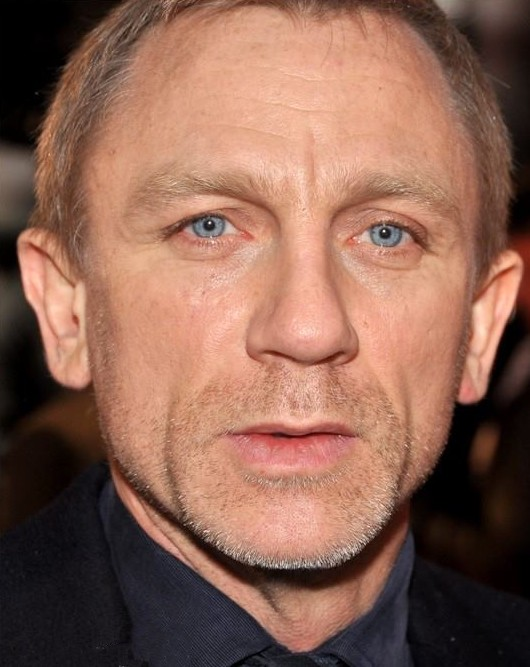
Daniel Craig (2012)

### Rola Jamesa Bonda
Wielkie emocje towarzyszyły jego kandydaturze do roli legendarnego agenta 007 – Jamesa Bonda, był szóstym aktorem i zarazem pierwszym blondynem wcielającym się w tę postać. W lutym 2004 Pierce Brosnan oficjalnie ogłosił, że rezygnuje z pracy nad rolą Jamesa Bonda. W pewnym momencie producent Michael G. Wilson stwierdził, że ponad 200 nazwisk zostało wziętych pod uwagę w celu zastąpienia go. Chorwacki aktor Goran Višnjić został przesłuchiwany do roli tego samego dnia co Craig, ale podobno nie był w stanie opanować brytyjskiego akcentu. Rozważano Nowozelandczyka Karla Urbana, ale nie był on w stanie wykonać testu ekranowego z powodu zobowiązań filmowych. Według Martina Campbella, Henry Cavill był jedynym aktorem poważnie walczącym o tę rolę, ale w wieku 22 lat był uważany za zbyt młodego. Brano również pod uwagę australijskiego aktora Sama Worthingtona i szkockiego aktora Dougraya Scotta.
W maju 2005 Daniel Craig oświadczył, że Metro-Goldwyn-Mayer, a producenci Michael G. Wilson i Barbara Broccoli zapewnili go, że dostanie rolę Bonda. Nominacja Craiga na kolejnego Bonda wywołała kontrowersje wśród ludzi w branży filmowej i publiczności, która krytykowała ten wybór. Pomimo krytyki przyjął odpowiedzialność i w październiku 2005 zdecydował się zagrać następnego Bonda, zastępując Pierce’a Brosnana. Po premierze Casino Royale, 14 listopada 2006, udowodnił krytykom, że się mylili. Film Casino Royale stał się przebojem, zdobywając 594 mln dolarów zysku, najwyższy w historii filmów o Bondzie w tym czasie. Jego występ został wysoko oceniony, a nawet przyniósł mu nagrodę „London Evening Standard” oraz kilka nominacji, w tym do nagrody BAFTA dla najlepszego aktora pierwszoplanowego, Irish Film & Television Awards i Nagrody Saturna w kategorii najlepszy aktor. Po występie w kolejnych trzech filmach z tej serii: Quantum of Solace (2008), Skyfall (2012), Spectre (2015), po raz ostatni zagrał Bonda w Nie czas umierać (2021).
W 2012 Daniel Craig wcielił się w postać Jamesa Bonda i wystąpił u boku królowej Elżbiety II w krótkim filmie będącym elementem ceremonii otwarcia LIO Londyn 2012.

## Odznaczenia
- Companion Orderu św. Michała i św. Jerzego – ogłoszenie 2021[6], wręczenie 2022[5]

## Wyróżnienia
- Honorowy commander Royal Navy – 2021[36]

## Filmografia

### Filmy
| Rok  | Tytuł oryginalny                                         | Tytuł polski                                          | Rola                                    | Uwagi                           | Źródła                             |
| ---- | -------------------------------------------------------- | ----------------------------------------------------- | --------------------------------------- | ------------------------------- | ---------------------------------- |
| 1992 | The Power of One                                         | Zew wolności                                          | sierżant Jaapie Botha                   |                                 | [ 37 ] [ 38 ] [ 39 ]               |
| 1995 | A Kid in King Arthur's Court                             | Chłopak na dworze króla Artura                        | Master Kane                             |                                 | [ 37 ] [ 39 ]                      |
| 1997 | Obsession                                                | –                                                     | John McHale                             |                                 | [ 37 ] [ 39 ]                      |
| 1998 | Love and Rage                                            | Miłość i wściekłość                                   | James Lynchehaun                        |                                 | [ 37 ] [ 39 ]                      |
| 1998 | Elizabeth                                                | –                                                     | John Ballard                            |                                 | [ 37 ] [ 38 ] [ 39 ]               |
| 1998 | Love Is the Devil: Study for a Portrait of Francis Bacon | Love Is the Devil – Szkic do portretu Francisa Bacona | George Dyer                             |                                 | [ 37 ] [ 40 ]                      |
| 1999 | The Trench                                               | Okop                                                  | sierżant Telford Winter                 |                                 | [ 37 ] [ 39 ] [ 40 ]               |
| 2000 | Some Voices                                              | Głosy                                                 | Ray                                     |                                 | [ 37 ] [ 40 ]                      |
| 2000 | Hotel Splendide                                          | –                                                     | Ronald Blanche                          |                                 | [ 37 ] [ 39 ]                      |
| 2000 | I Dreamed of Africa                                      | Marzyłam o Afryce                                     | Declan Fielding                         |                                 | [ 37 ] [ 39 ]                      |
| 2001 | Lara Croft: Tomb Raider                                  | –                                                     | Alex West                               |                                 | [ 37 ] [ 39 ] [ 41 ] [ 42 ]        |
| 2002 | Ten Minutes Older: The Cello                             | Dziesięć minut później – Wiolonczela                  | Cecil Thomas                            |                                 | [ 37 ] [ 43 ]                      |
| 2002 | Road to Perdition                                        | Droga do zatracenia                                   | Connor Rooney                           |                                 | [ 37 ] [ 39 ] [ 40 ]               |
| 2002 | Occasional, Strong                                       | –                                                     | Jim                                     | film krótkometrażowy            | [ 37 ] [ 44 ]                      |
| 2003 | Sylvia                                                   | –                                                     | Ted Hughes                              |                                 | [ 37 ] [ 39 ] [ 40 ]               |
| 2003 | The Mother                                               | Matka                                                 | Darren                                  |                                 | [ 37 ] [ 40 ] [ 42 ]               |
| 2004 | Layer Cake                                               | Przekładaniec                                         | XXXX                                    |                                 | [ 37 ] [ 39 ] [ 40 ]               |
| 2004 | Enduring Love                                            | Przetrzymać tę miłość                                 | Joe                                     |                                 | [ 37 ] [ 40 ] [ 42 ]               |
| 2005 | The Jacket                                               | Obłęd                                                 | Rudy Mackenzie                          |                                 | [ 37 ] [ 39 ]                      |
| 2005 | Sorstalanság                                             | Los utracony                                          | żołnierz amerykański                    |                                 | [ 37 ] [ 39 ]                      |
| 2005 | Munich                                                   | Monachium                                             | Steve                                   |                                 | [ 37 ] [ 38 ]                      |
| 2006 | Renaissance                                              | –                                                     | Barthélémy Karas                        |                                 | [ 37 ] [ 38 ]                      |
| 2006 | Infamous                                                 | Bez skrupułów                                         | Perry Smith                             |                                 | [ 37 ] [ 40 ]                      |
| 2006 | Casino Royale                                            | –                                                     | James Bond                              |                                 | [ 37 ] [ 40 ]                      |
| 2007 | The Invasion                                             | Inwazja                                               | Ben Driscoll                            |                                 | [ 37 ] [ 39 ]                      |
| 2007 | The Golden Compass                                       | Złoty kompas                                          | lord Asriel                             |                                 | [ 37 ] [ 39 ] [ 42 ]               |
| 2008 | Flashbacks of a Fool                                     | –                                                     | Joe Scot                                | także producent wykonawczy      | [ 37 ] [ 39 ]                      |
| 2008 | Quantum of Solace                                        | 007 Quantum of Solace                                 | James Bond                              |                                 | [ 37 ] [ 45 ]                      |
| 2008 | Defiance                                                 | Opór                                                  | Tuvia Bielski                           |                                 | [ 37 ] [ 40 ]                      |
| 2008 | How to Lose Friends & Alienate People                    | –                                                     | (on sam)                                | cameo                           | [ 37 ]                             |
| 2011 | One Life                                                 | –                                                     | narrator                                | film dokumentalny               | [ 10 ] [ 37 ] [ 46 ]               |
| 2011 | Cowboys & Aliens                                         | Kowboje i obcy                                        | Jake Lonergan                           |                                 | [ 37 ] [ 39 ]                      |
| 2011 | Dream House                                              | Dom snów                                              | Will Atenton / Peter Ward               |                                 | [ 37 ] [ 39 ] [ 47 ]               |
| 2011 | The Adventures of Tintin                                 | Przygody Tintina                                      | Ivan Ivanovitch Sakharine / Red Rackham | przechwytywanie ruchu           | [ 37 ] [ 48 ]                      |
| 2011 | The Girl with the Dragon Tattoo                          | Dziewczyna z tatuażem                                 | Mikael Blomkvist                        |                                 | [ 37 ] [ 39 ] [ 40 ]               |
| 2011 | The Organ Grinder's Monkey                               | –                                                     | Bubbles                                 | film krótkometrażowy            | [ 37 ] [ 40 ]                      |
| 2012 | Happy & Glorious                                         | –                                                     | James Bond                              | film krótkometrażowy            | [ 37 ] [ 40 ]                      |
| 2012 | Skyfall                                                  | –                                                     | James Bond                              |                                 | [ 37 ] [ 40 ]                      |
| 2015 | Spectre                                                  | –                                                     | James Bond                              | także koproducent               | [ 37 ] [ 40 ]                      |
| 2015 | Star Wars: The Force Awakens                             | Gwiezdne wojny: Przebudzenie Mocy                     | szturmowiec FN-1824                     | cameo, niewymieniony w napisach | [ 23 ] [ 24 ] [ 37 ]               |
| 2017 | Logan Lucky                                              | –                                                     | Joe Bang                                |                                 | [ 10 ] [ 37 ] [ 40 ] [ 49 ]        |
| 2017 | Kings                                                    | –                                                     | Obie Hardison                           |                                 | [ 10 ] [ 37 ] [ 50 ]               |
| 2019 | Knives Out                                               | Na noże                                               | Benoit Blanc                            |                                 | [ 37 ] [ 40 ] [ 51 ]               |
| 2021 | No Time to Die                                           | Nie czas umierać                                      | James Bond                              | także koproducent               | [ 37 ] [ 40 ]                      |
| 2022 | Glass Onion: A Knives Out Mystery                        | Glass Onion: Film z serii „Na noże”                   | Benoit Blanc                            |                                 | [ 10 ] [ 37 ] [ 38 ] [ 39 ] [ 52 ] |

### Produkcje telewizyjne
| Rok             | Tytuł oryginalny                                            | Tytuł polski                             | Rola                             | Uwagi                                      | Źródła               |
| --------------- | ----------------------------------------------------------- | ---------------------------------------- | -------------------------------- | ------------------------------------------ | -------------------- |
| 1992            | Anglo-Saxon Attitudes                                       | –                                        | Gilbert Stokesay                 | miniserial, 3 odcinki                      | [ 10 ] [ 37 ]        |
| 1992            | Boon                                                        | –                                        | Jim Parham                       | serial, 1 odcinek                          | [ 10 ] [ 37 ]        |
| 1992            | Covington Cross                                             | –                                        | strażnik                         | serial, 1 odcinek                          | [ 10 ] [ 37 ]        |
| 1993            | Zorro                                                       | –                                        | porucznik Hidalgo                | serial, 2 odcinki                          | [ 10 ] [ 37 ]        |
| 1993            | Drop the Dead Donkey                                        | –                                        | Fixx                             | serial, odcinek: „George and His Daughter” | [ 37 ] [ 42 ]        |
| 1993            | The Young Indiana Jones Chronicles                          | Kroniki młodego Indiany Jonesa           | Schiller                         | serial, odcinek: „Palestine, October 1917” | [ 37 ] [ 42 ]        |
| 1993            | Between the Lines                                           | –                                        | Joe Rance                        | serial, odcinek: „New Order”               | [ 10 ] [ 37 ]        |
| 1993            | Heartbeat                                                   | –                                        | Peter Begg                       | serial, odcinek: „A Chilly Reception”      | [ 37 ] [ 39 ] [ 42 ] |
| 1993            | Screen Two                                                  | –                                        | porucznik Guth, zastępca Schatza | serial, odcinek: „Genghis Cohn”            | [ 10 ] [ 37 ]        |
| 1993            | Sharpe's Eagle                                              | Orzeł Sharpe’a                           | porucznik Berry                  | film                                       | [ 37 ] [ 39 ]        |
| 1996            | Our Friends in the North                                    | –                                        | Geordie Peacock                  | miniserial, 8 odcinków                     | [ 37 ] [ 39 ]        |
| 1996            | Tales from the Crypt                                        | Opowieści z krypty                       | Barry                            | serial, odcinek: „Smoke Wrings”            | [ 10 ] [ 37 ] [ 39 ] |
| 1996            | Saint-Ex                                                    | Saint-Exupery                            | Guillaumet                       | film                                       | [ 37 ] [ 39 ]        |
| 1996            | Kiss and Tell                                               | Zgadnij, kto zabił                       | Matt Kearney                     | film                                       | [ 37 ] [ 38 ]        |
| 1996            | The Fortunes and Misfortunes of Moll Flanders               | Burzliwe życie Moll Flanders             | James „Jemmy” Seagrave           | film                                       | [ 37 ] [ 39 ]        |
| 1997            | The Hunger                                                  | –                                        | Jerry Pritchard                  | serial, odcinek: „Ménage à Trois”          | [ 10 ] [ 37 ]        |
| 1997            | The Ice House                                               | –                                        | Andy McLoughlin                  | film                                       | [ 37 ] [ 39 ]        |
| 1999            | Adventures of Young Indiana Jones: Daredevils of the Desert | Młody Indiana Jones: Bohaterowie pustyni | Schiller                         | film                                       |                      |
| 1999            | Shockers: The Visitor                                       | –                                        | Richard                          | film                                       | [ 37 ]               |
| 2001            | Sword of Honour                                             | Miecz chwały                             | Guy Crouchback                   | film                                       | [ 37 ] [ 38 ]        |
| 2002            | Copenhagen                                                  | Kopenhaga                                | Werner Heisenberg                | film                                       | [ 37 ] [ 39 ] [ 40 ] |
| 2005            | Archangel                                                   | Archanioł                                | prof. Fluke Kelso                | film                                       | [ 10 ] [ 37 ] [ 53 ] |
| 2012, 2020–2021 | Saturday Night Live                                         | –                                        | różne role                       | program komediowy, 3 odcinki               | [ 37 ] [ 54 ]        |
| 2017            | Comrade Detective                                           | –                                        | ojciec Anton Streza (głos)       | serial, 2 odcinki                          | [ 37 ] [ 55 ]        |

### Gry komputerowe
| Rok  | Tytuł oryginalny               | Tytuł polski | Rola       | Uwagi | Źródła |
| ---- | ------------------------------ | ------------ | ---------- | ----- | ------ |
| 2008 | 007: Quantum of Solace         | –            | James Bond |       | [ 56 ] |
| 2010 | GoldenEye 007                  | –            | James Bond |       | [ 56 ] |
| 2010 | James Bond 007: Blood Stone    | –            | James Bond |       | [ 56 ] |
| 2012 | 007 Legends                    | –            | James Bond |       | [ 56 ] |
| 2015 | James Bond: World of Espionage | –            | James Bond |       | [ 57 ] |

### Reklamy
| Rok  | Tytuł oryginalny                       | Rola                           | Uwagi | Źródła               |
| ---- | -------------------------------------- | ------------------------------ | ----- | -------------------- |
| 2012 | Heineken Crack the Case                | James Bond                     |       | [ 58 ] [ 59 ] [ 60 ] |
| 2012 | Sony Mouse & Cat                       | James Bond                     |       | [ 61 ] [ 62 ]        |
| 2015 | Heineken The Chase                     | James Bond                     |       | [ 63 ]               |
| 2020 | Heineken Daniel Craig vs James Bond    | James Bond / we własnej osobie |       | [ 64 ]               |
| 2022 | Belvedere Vodka Presents Daniel Craig. | we własnej osobie              |       | [ 65 ] [ 66 ] [ 67 ] |